# Isländische Fußballmeisterschaft der Frauen 1972
Die Isländische Fußballmeisterschaft der Frauen 1972 (isländisch 1. deild kvenna) war die erste Austragung der höchsten isländischen Spielklasse im Frauenfußball. Sie startete am 26. August 1972 und endete am 24. September 1972 mit dem Finale zwischen FH Hafnarfjörður und Ármann Reykjavík, das Hafnarfjörður durch zwei Tore von Anna Lisa Sigurðardóttir für sich entscheiden konnte.

## Meisterschaft

### Gruppe A

#### Abschlusstabelle
| Pl. | Verein               | Sp. | S | U | N | Tore    | Diff. | Punkte |
| --- | -------------------- | --- | - | - | - | ------- | ----- | ------ |
| 1.  | FH Hafnarfjörður     | 3   | 2 | 1 | 0 | 010:100 | +9    | 05:10  |
| 2.  | Fram Reykjavík       | 3   | 1 | 2 | 0 | 006:500 | +1    | 04:20  |
| 3.  | Breiðablik Kópavogur | 3   | 1 | 0 | 2 | 004:500 | −1    | 02:40  |
| 4.  | Þróttur Reykjavík    | 3   | 0 | 1 | 2 | 003:120 | −9    | 01:50  |

#### Kreuztabelle
| FH Hafnarfjörður     |     | –   | 1:0 | 8:0 |
| Fram Reykjavík       | 1:1 |     | 3:2 | –   |
| Breiðablik Kópavogur | –   | –   |     | 2:1 |
| Þróttur Reykjavík    | –   | 2:2 | –   |     |

### Gruppe B

#### Abschlusstabelle
| Pl. | Verein               | Sp. | S | U | N | Tore    | Diff. | Punkte |
| --- | -------------------- | --- | - | - | - | ------- | ----- | ------ |
| 1.  | Ármann Reykjavík     | 3   | 3 | 0 | 0 | 020:100 | +19   | 06:0   |
| 2.  | UMF Grindavík        | 3   | 2 | 0 | 1 | 007:800 | −1    | 04:20  |
| 3.  | Haukar Hafnarfjörður | 3   | 1 | 0 | 2 | 001:800 | −7    | 02:40  |
| 4.  | Keflavík ÍF          | 3   | 0 | 0 | 3 | 000:110 | −11   | 0:60   |

#### Kreuztabelle
|                      | Árm |     |     |     |
| -------------------- | --- | --- | --- | --- |
| Ármann Reykjavík     |     | 8:1 | 4:0 | –   |
| UMF Grindavík        | –   |     | 4:0 | –   |
| Haukar Hafnarfjörður | –   | –   |     | 1:0 |
| Keflavík ÍF          | 0:8 | 0:2 | –   |     |

### Finale
Das Finale wurde am 24. September 1972 in Kópavogur ausgetragen. Die beiden Tore für FH Hafnarfjörður erzielte Anna Lisa Sigurðardóttir nach zehn Minuten in der ersten Halbzeit sowie nach sieben Minuten in der zweiten Halbzeit.
|                  | Ergebnis |                  |
| ---------------- | -------- | ---------------- |
| FH Hafnarfjörður | 2:0      | Ármann Reykjavík |

- Aufstellung FH Hafnarfjörður: Brynja Guðmundsdóttir – Gréta Brandsdóttir, Birna Bjarnason, Kristjana Aradóttir, Gyða Úlfarsdóttir, Sigrún Sigurðardóttir, Guðrún Júlíusdóttir, Anna Lisa Sigurðardóttir, Svanhvít Magnúsdóttir, Sædis Arndal, Katrín Danivalsdóttir (Trainer: Kristófer Magnussón)
- Aufstellung Ármann Reykjavík: Sigrún Guðmundsdóttir – Guðrún Helgadóttir, Svanhvít Konráðsdóttir, Emelía Sigurðardóttir, Erla Sverrisdóttir, Svandís Óskarsdóttir, Helga Egilsdóttir, Guðbjörg Petersen, Auður Rafnsdóttir, Ólöf Ólafsdóttir, Guðrún Sigurþórsdóttir